# 니혼바시카부토초

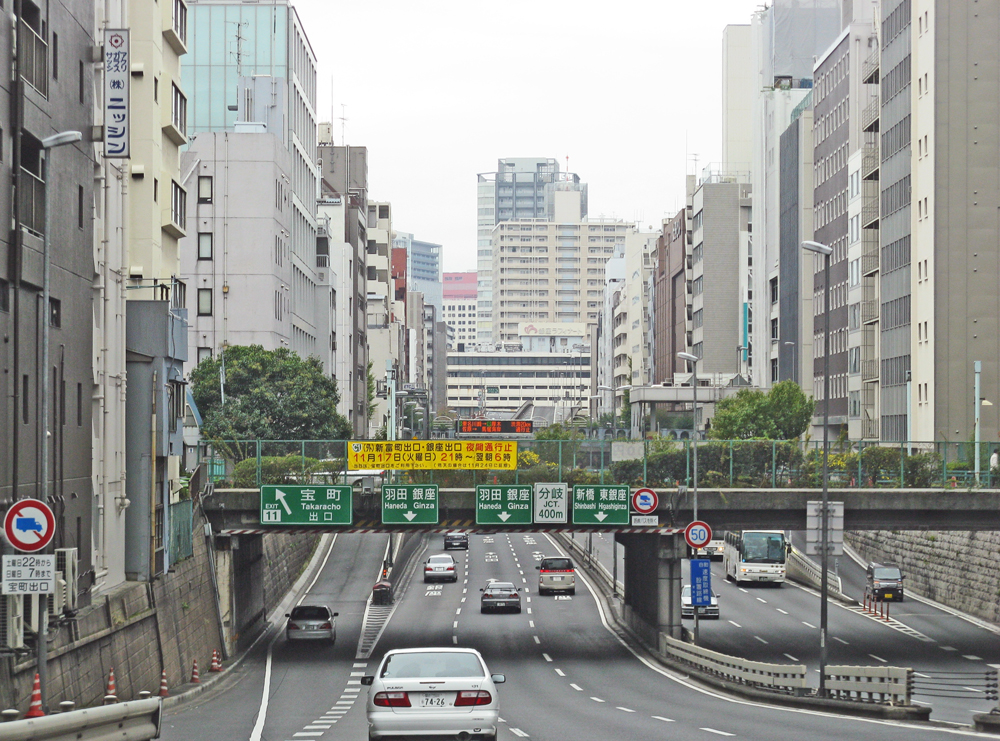
니혼바시카부토초

니혼바시카부토초(일본어: 日本橋兜町)는 도쿄도 주오구의 지명 중 하나이다. 구 니혼바시구에 해당하는 니혼바시 지역에 있다. 도쿄 증권거래소가 있기 때문에 "일본의 월스트리트"라고도 분리는 금융가이다.

## 같이 보기
- 도쿄 증권거래소